# Mount Band
Mount Band ist ein 1173 m hoher Berg an der Scott-Küste des ostantarktischen Viktorialands. In den Denton Hills ragt er östlich des Mount Pams im Gebirgskamm Marshall Ridge auf.
Das New Zealand Geographic Board benannte ihn 1994 so nach der Bänderung durch farbige Flechten im braunen Gestein.